# هند باز
هند باز (25 مايو 1970) ممثلة لبنانية .

## عن حياتها
درست التمثيل في معهد الفنون الجميلة
بالجامعة اللبنانية بدايتها كانت من خلال مسلسل طالبين القرب عام 1997 وانطلاقتها الفعلية كانت في مسلسل حصاد المواسم للمخرج مروان نجارثم توالت أعمالها في الدراما اللبنانية والمسرح مع المخرج جورج خباز ابتعدت عن الساحة الفنية لمدة تسعة سنوات بعد زواجها وإنتقالها إلى الإمارات حيث شاركت بالعديد من الأعمال الإماراتية بعد انقطاعها عن الفن أصيب بالإكتئاب الشديد لكنها تعالجت منه

### حياتها الأسرية
متزوجة من عمر صعبرزقت منه بولد اسمه ماركو ووبنت  اسمها سيلين

## أعمالها

### في التلفزيون
| سنة الإنتاج | اسم المسلسل    | الشخصية |
| ----------- | -------------- | ------- |
| 1997        | طالبين القرب   |         |
| 1999        | رمح النار      |         |
| 2001        | فاميليا ج1     |         |
| 2002        | فاميليا ج2     |         |
| 2002        | لمحة حب        |         |
| 2002        | حب أعمى        |         |
| 2003        | زمن الاوغاد    | هيفا    |
| 2004        | وبعد           |         |
| 2006        | حصاد المواسم   |         |
| 2009        | رياح الثورة    |         |
| 2010        | ما أصعب الكلام |         |
| 2010        | متعب القلب     |         |
| 2010        | زمن طناف       | (لوسي)  |
| 2010        | ورود ممزقة     | (إيمان) |
| 2012        | طماشة ج2       |         |
| 2012        | طماشة ج4       |         |
| 2012        | فرن الصبايا    | (ندى)   |
| 2024        | العميل         | (نرمين) |

### في المسرح
| سنة الإنتاج | المسرحية  | الشخصية |
| ----------- | --------- | ------- |
| 2008        | شو القضية |         |
| 2009        | عالطريق   | [ 7 ]   |

### في السينما
| سنة الإنتاج | الفيلم    | الشخصية |
| ----------- | --------- | ------- |
| 2002        | بسمات وطن |         |
| 2018        | تايم آوت  |         |

### تقديم البرامج
| سنة الإنتاج | البرنامج | عرض على       |
| ----------- | -------- | ------------- |
| 2002        | صباحو    | تلفزيون لبنان |

## روابط خارجية
- هند باز على موقع قاعدة بيانات الأفلام العربية